# Acanthopsyche ecksteiniella
Acanthopsyche ecksteiniella är en fjärilsart som beskrevs av Charles Théophile Bruand d’Uzelle 1858. Acanthopsyche ecksteiniella ingår i släktet Acanthopsyche och familjen säckspinnare. Inga underarter finns listade i Catalogue of Life.